# 1475

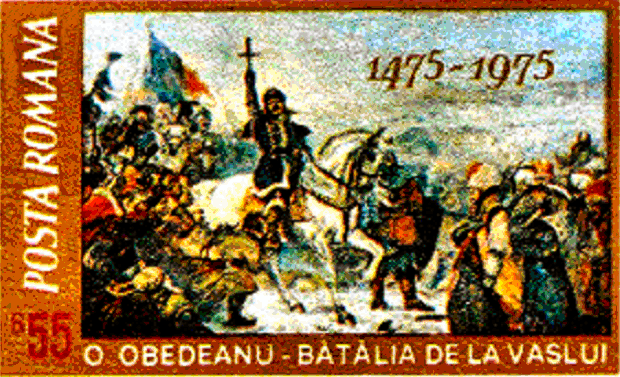
De Moldaviërs zijn succesvol in de Slag bij Vaslui

Het jaar 1475 is het 75e jaar in de 15e eeuw volgens de christelijke jaartelling.

## Gebeurtenissen
januari
- 10 - Slag bij Vaslui: Stefan III van Moldavië verslaat de Ottomanen.
- januari - Karel de Stoute sluit een verdrag met het hertogdom Milaan en het hertogdom Savoye, die daarmee betrokken raken in de Bourgondische Oorlogen tegen keizer Frederik III en het Zwitsers Eedgenootschap.

mei
- mei - Einde van het Beleg van Neuss. De stad wordt ontzet en Karel de Stoute geeft de belegering op.

juni
- 15 - Met de publicatie van de bul Ad decorem militantis ecclesiae sticht paus Sixtus IV de Vaticaanse Bibliotheek.

augustus
- 29 - Verdrag van Picquigny: Engeland zal haar troepen uit Frankrijk terugtrekken en haar steun aan Bourgondië beëindigen. Einde van de Honderdjarige Oorlog.

september
- september - Lodewijk van Saint-Pol wordt aan Frankrijk uitgeleverd door de Bourgondische hertog Karel de Stoute, bij wie hij bescherming had gezocht.

oktober
- 24 - Karel de Stoute slaat het beleg op voor Nancy.

november
- 13 - Slag op de Planta: De Eedgenoten en Wallis verslaan Savoye.
- 30 - Karel de Stoute neemt Nancy in en laat zich tot hertog van Lotharingen uitroepen.

december
- 19 - Lodewijk van Saint-Pol wordt in opdracht van het Parlement van Parijs onthoofd.

zonder datum
- De Ottomanen veroveren Vorstendom Theodoro en de Genuese bezittingen in de Krim. Het kanaat van de Krim wordt een Ottomaanse vazalstaat.
- In Castilië breekt een burgeroorlog uit tussen de aanhangers van Isabella en die van Johanna. Zij worden gesteund door hun respectievelijke echtgenoten, kroonprins Ferdinand van Aragon en Alfons V van Portugal.
- Alfons V van Portugal huwt Johanna van Castilië.
- De Hedikhuizense Maas wordt afgesneden waardoor de Gelderse Waarden ten zuiden van de Maas komen te liggen.

## Beeldende kunst

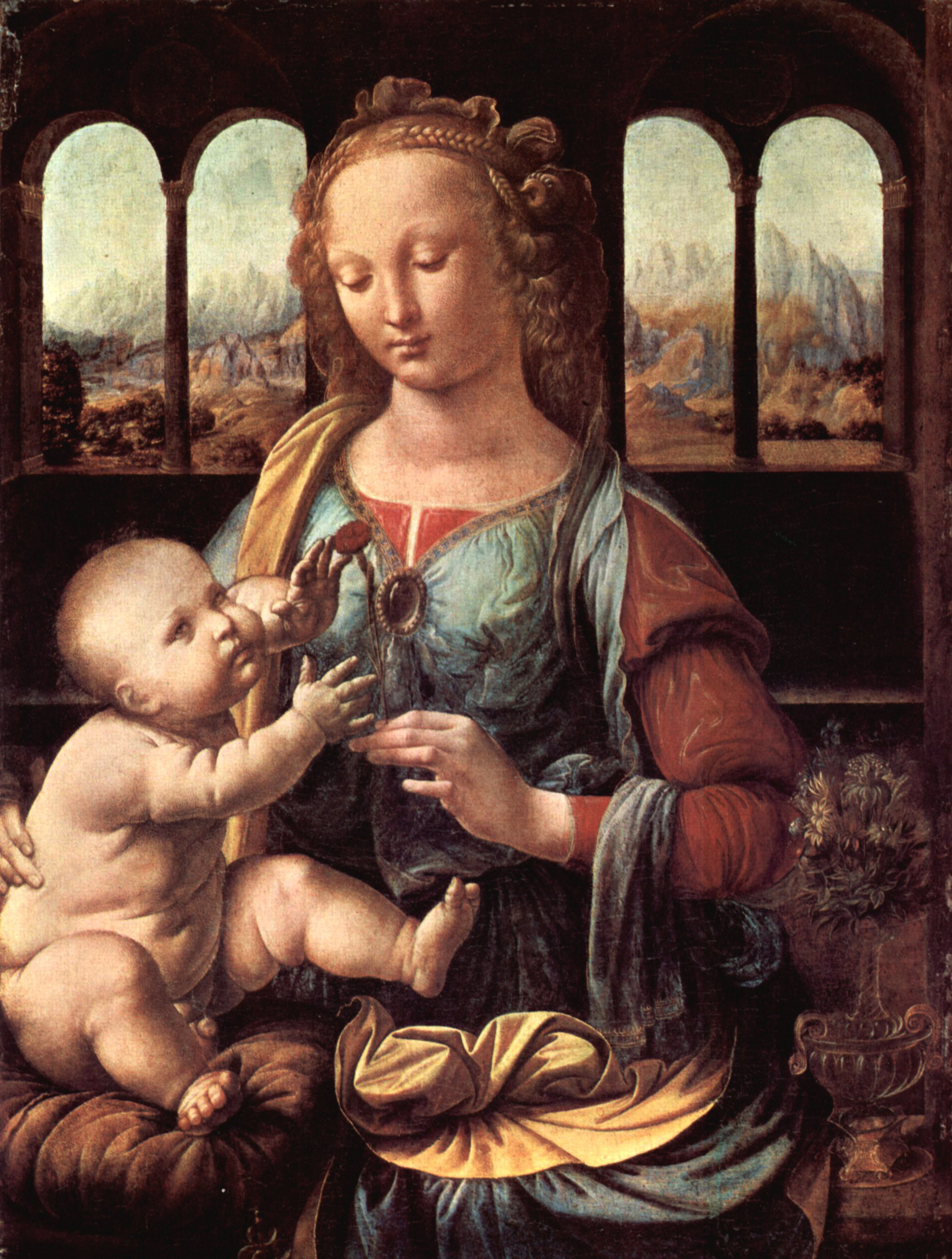
Leonardo da Vinci: Madonna met de anjer
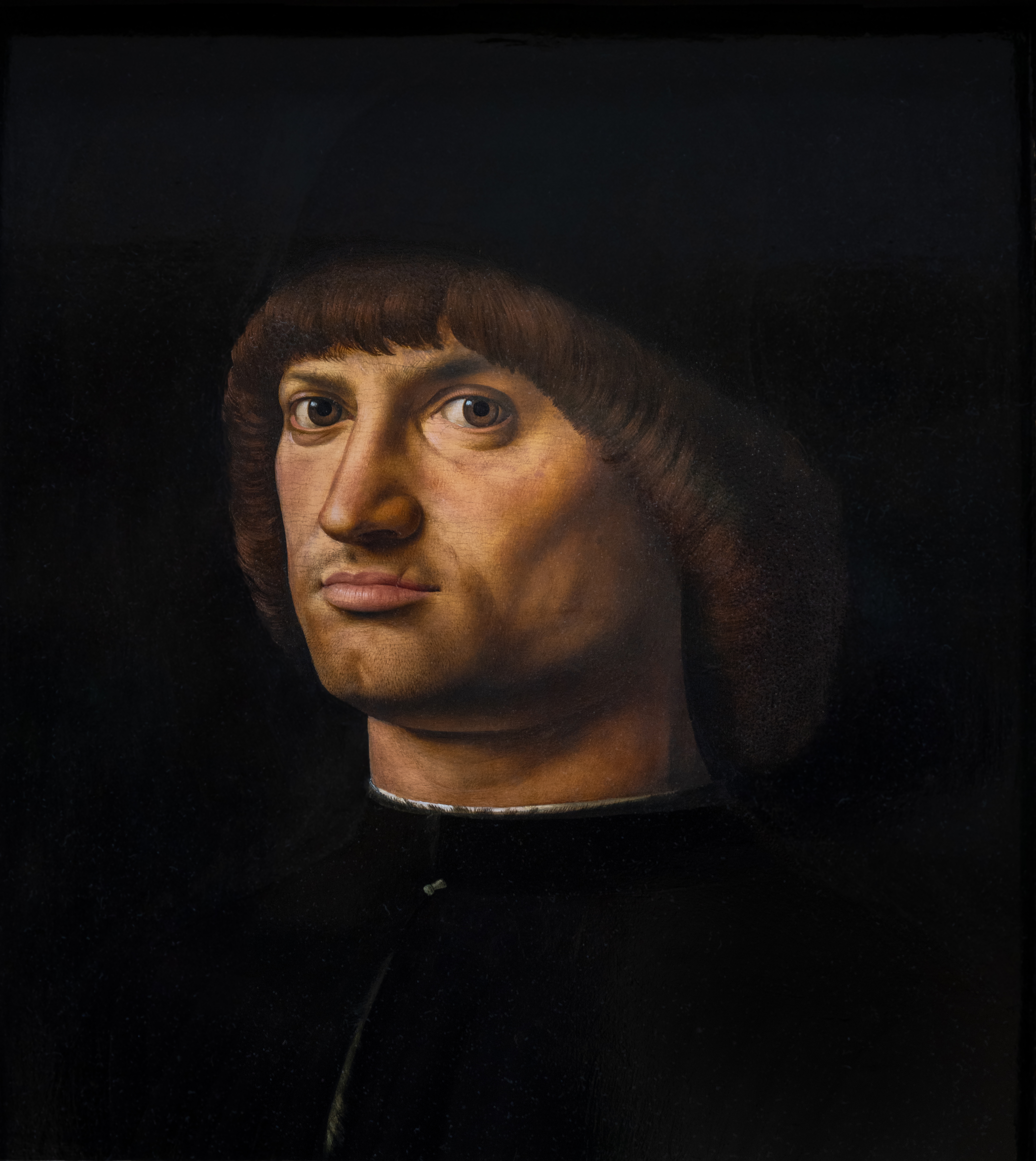
Antonello da Messina: Portret van een man
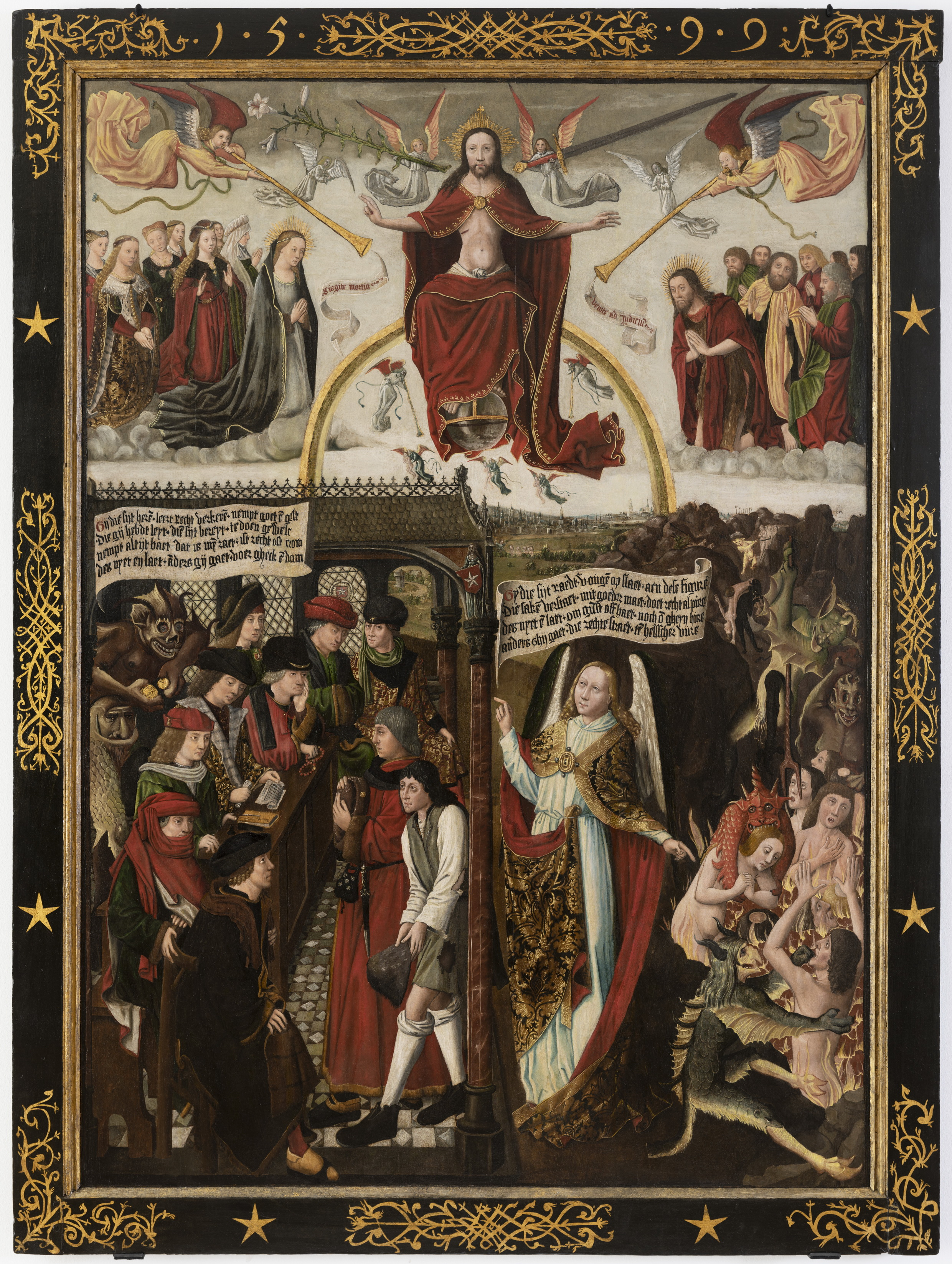
Jan van Brussel: Gerechtigheidspaneel
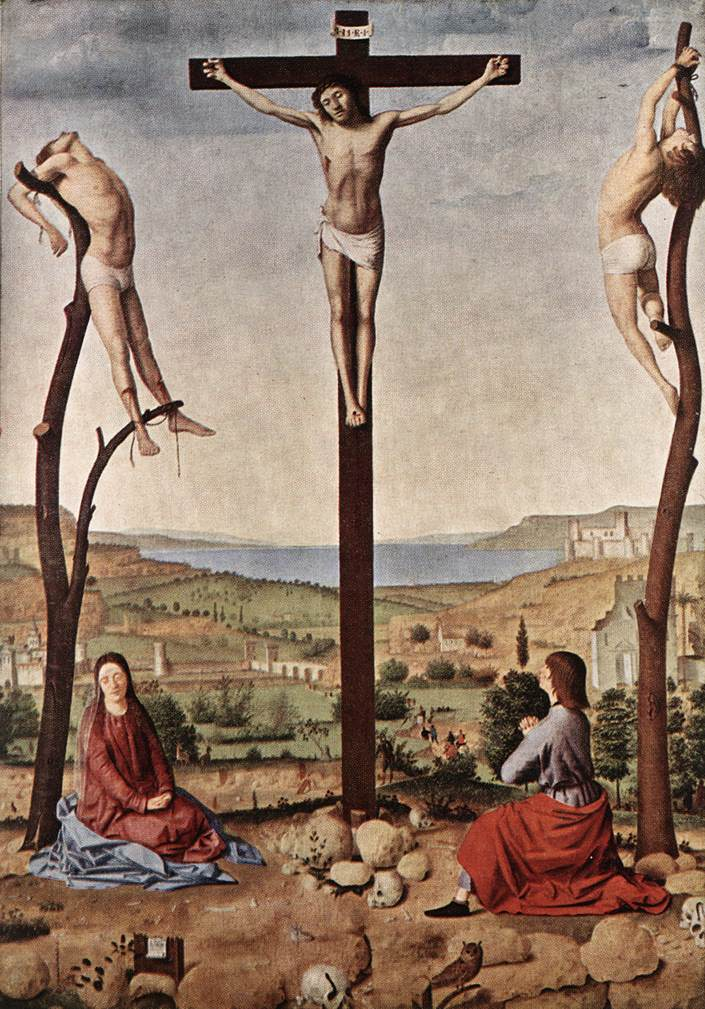
Antonello da Messina: De kruisiging
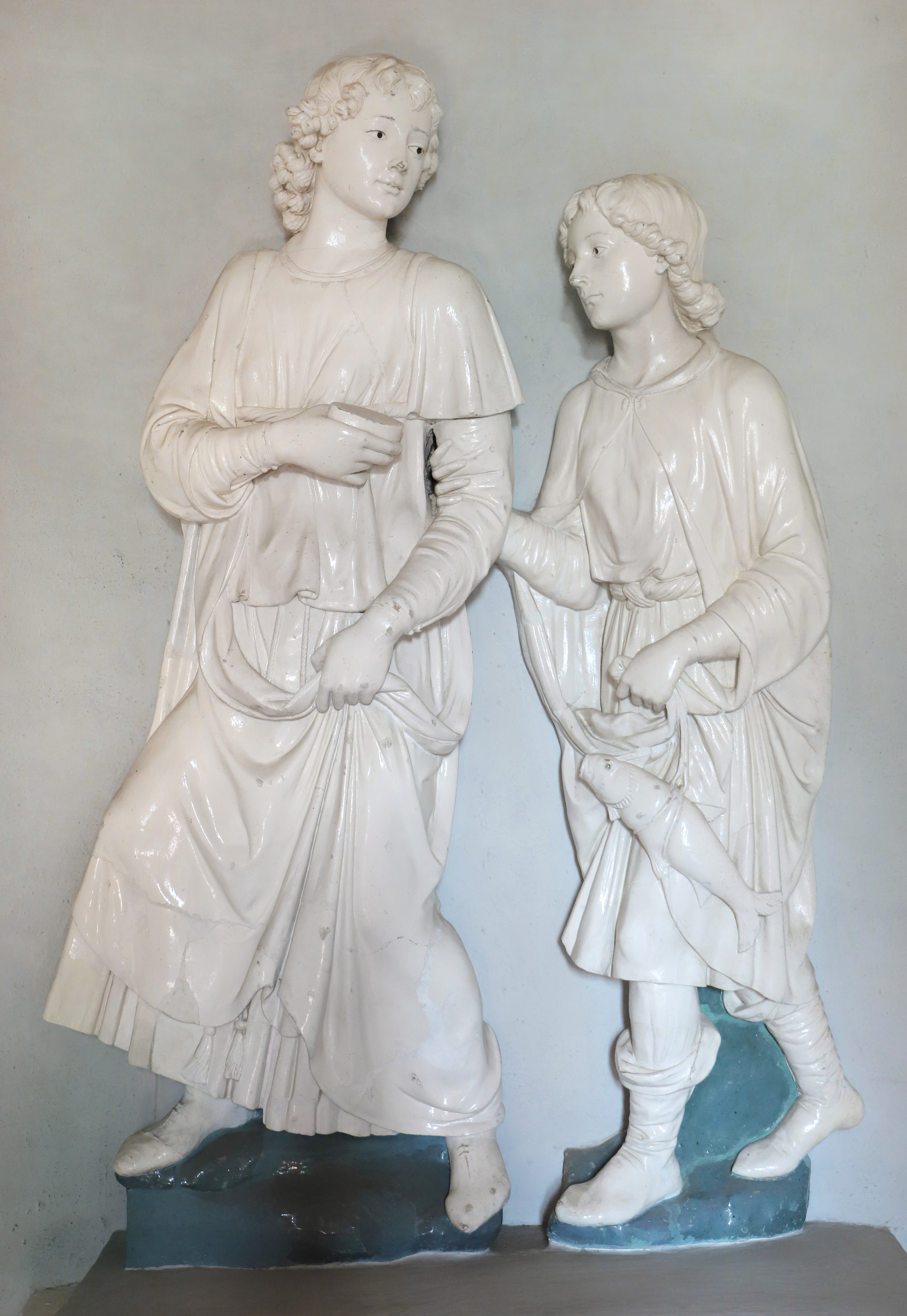
Andrea della Robbia: De aartsengel Gabriël en Tobiolo

## Opvolging
- Anhalt-Zerbst - Albrecht V opgevolgd door zijn neven Adolf II en Magnus
- Baden-Baden - Karel I opgevolgd door zijn zoon Christoffel I
- patriarch van Constantinopel - Rafaël I als opvolger van Symeon I van Trebizond
- Gulik-Berg - Gerard opgevolgd door zijn zoon Willem II
- Mainz - Adolf van Nassau-Wiesbaden-Idstein opgevolgd door Diether van Isenburg
- Nassau-Breda - Jan IV opgevolgd door zijn zoon Engelbrecht II
- Nassau-Dillenburg - Jan IV opgevolgd door zijn zoon Johan V
- Orange - Willem van Chalon-Arlay opgevolgd door zijn zoon Jan IV van Chalon-Arlay
- Saint-Pol - Lodewijk opgevolgd door zijn zoon Peter II
- Saluzzo - Lodewijk I opgevolgd door Lodewijk II
- Sicilië (onderkoning) - Lope Ximénez de Urrea y de Bardaixi opgevolgd door Guillermo Pujade

## Afbeeldingen

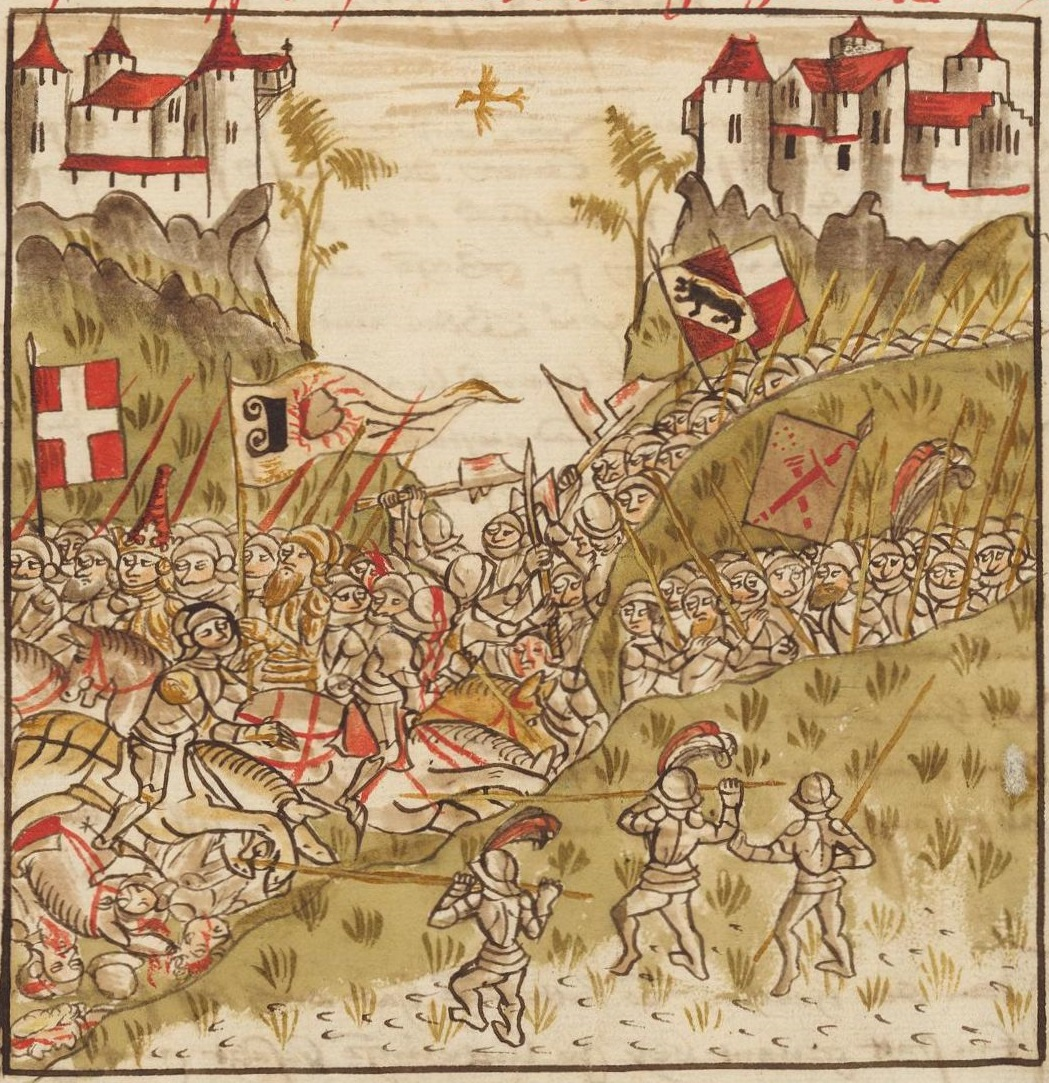
Slag op de Planta
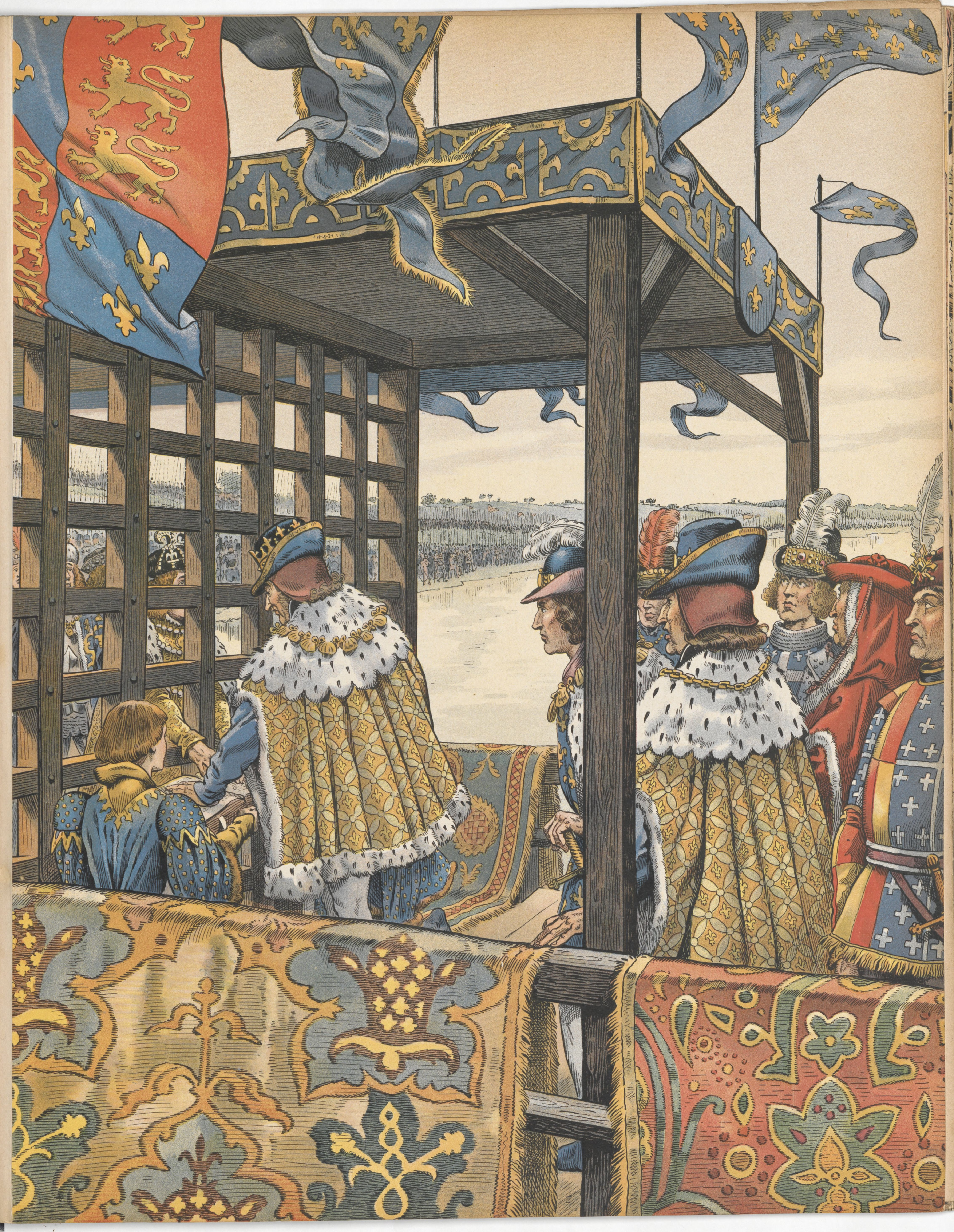
Lodewijk XI sluit het Verdrag van Picquigny
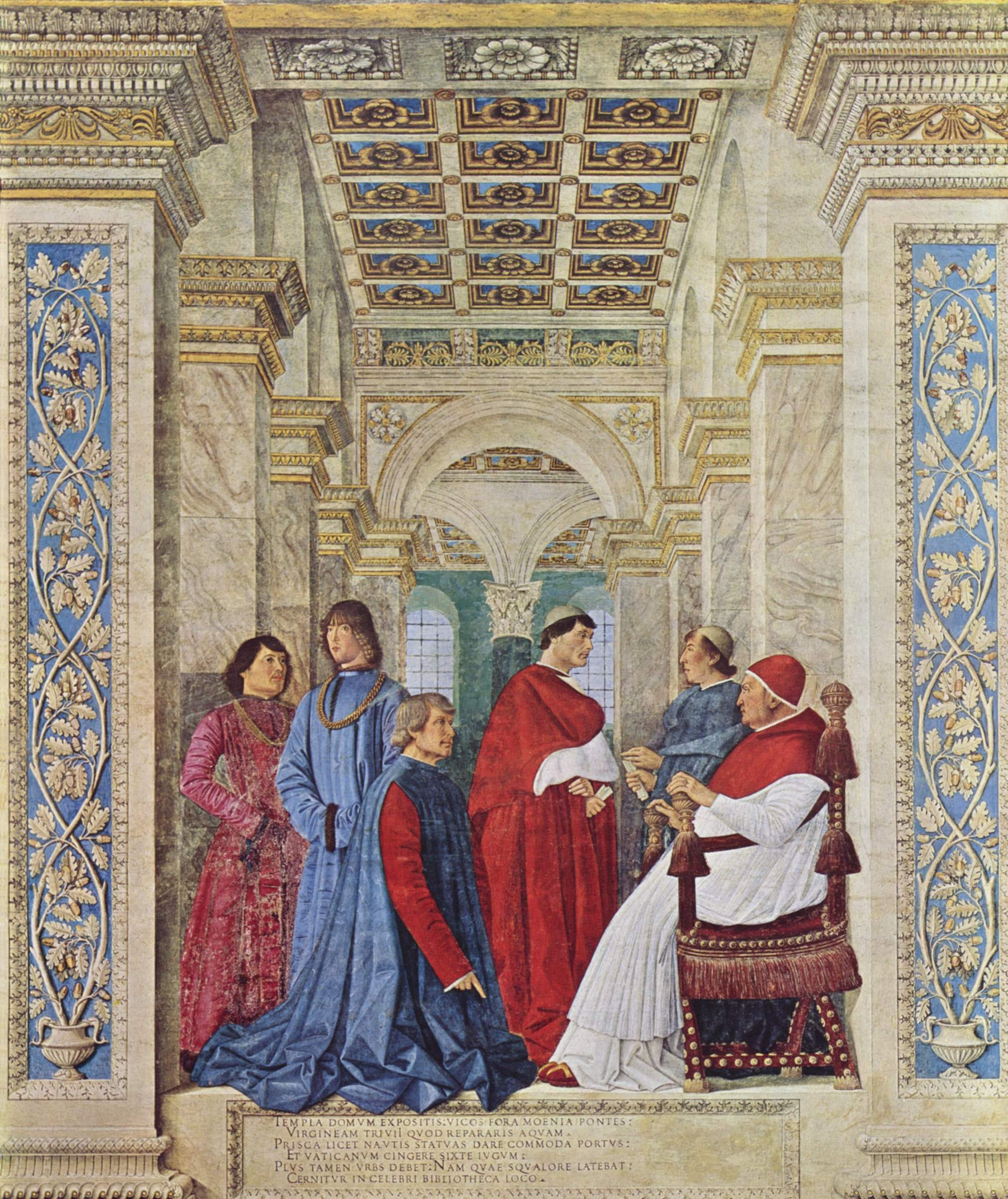
Paus Sixtus IV benoemt Bartolomeo Platina tot prefect van de Vaticaanse Bibliotheek
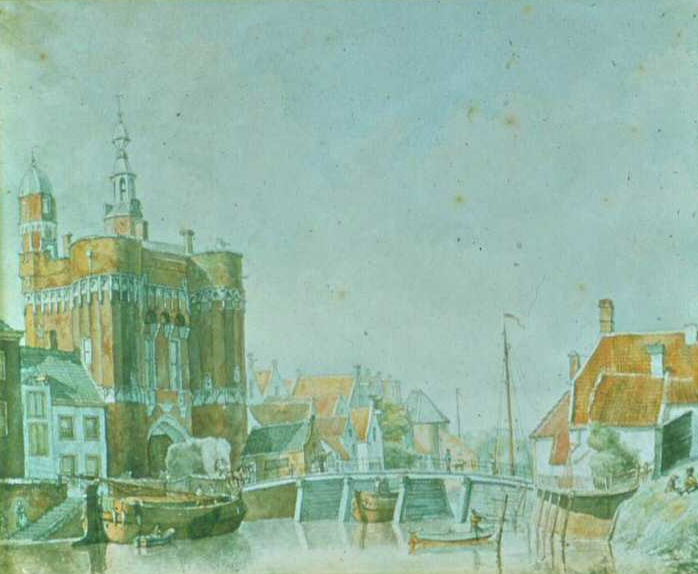
Voormalige Diezerpoort, Zwolle (gebouwd 1475)
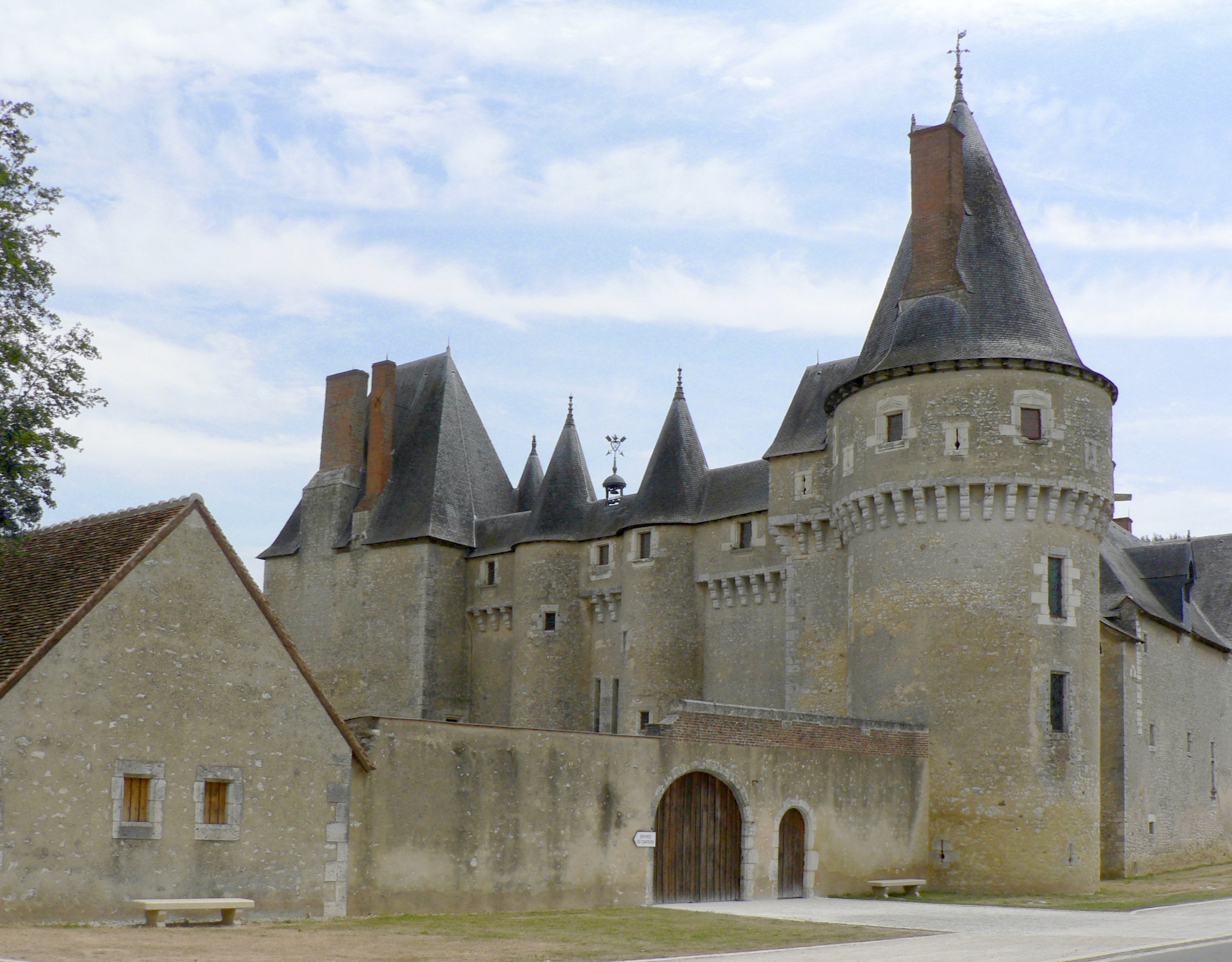
Kasteel van Fougères-sur-Bièvre (gebouwd 1475)

## Geboren
- 21 februari - Eduard Plantagenet, Engels edelman
- 6 maart - Michelangelo Buonarroti, Italiaans kunstenaar
- 30 maart - Elisabeth van Culemborg, Nederlands edelvrouw
- 6 augustus - Johannes de Witte, Vlaams geestelijke en humanist
- 6 september - Sebastiano Serlio, Italiaans architect
- 13 september - Cesare Borgia, Italiaans politicus
- 20 oktober - Giovanni Rucellai, Italiaans dichter
- 2 november - Anna van York, Engels prinses
- 11 december - Leo X, paus (1513-1521)
- 31 december - Gendün Gyatso, Tibetaans geestelijke
- Diego de Almagro, Spaans conquistador
- Vasco Núñez de Balboa, Spaans conquistador
- Cesare Cesariano, Italiaans architect
- Margaret Drummond, maîtresse van Jacobus VI van Schotland
- Beatrice d'Este, Italiaans edelvrouw
- Marco d’Oggiono, Italiaans schilder
- Luis Ramírez de Lucena, Spaans dichter en schaker
- Khair ad-Din, Ottomaans admiraal en kaper (jaartal bij benadering)
- Jan de Beer, Brabants schilder (jaartal bij benadering)
- Jörg Breu de Oudere, Duits schilder (jaartal bij benadering)
- Albert Cornelis, Zuid-Nederlands schilder (jaartal bij benadering)
- Adriaan van Croÿ, Zuid-Nederlands legerleider (jaartal bij benadering)
- Jacob van Halewyn, Vlaams politicus (jaartal bij benadering)
- James Hamilton, Schots edelman (jaartal bij benadering)
- Jacobus Latomus, Frans-Zuid-Nederlands theoloog (jaartal bij benadering)
- Antonio Montesino, Spaans monnik (jaartal bij benadering)
- Jacob Cornelisz. van Oostsanen, Nederlands schilder (jaartal bij benadering)

## Overleden
- 15 januari - Gendün Drub (~83), Tibetaans geestelijk leider
- 3 februari - Jan IV van Nassau (64), Duits edelman
- 24 februari - Karel I van Baden (~47), Duits edelman
- 24 maart - Johann Pupper (~64), Gelders kerkhervormer
- april - John Beauchamp, Engels edelman
- 6 mei - Dirk Bouts (~64), Vlaams schilder
- mei - Isabella van Monferrto, Italiaans edelman
- 13 juni - Johanna van Portugal, echtgenote van Hendrik IV van Castilië
- 15 augustus - Gijsbrecht van Brederode (~59), Nederlands geestelijke
- 19 augustus - Gerard (~59), hertog van Gulik-Berg
- 27 augustus - Willem van Lalaing (~80), Bourgondisch edelman
- 6 september - Adolf II van Nassau-Wiesbaden-Idstein (~52), aartsbisschop van Mainz
- 8 september - Alanus de Rupe (~47), theoloog
- 21 september - Anton van Croÿ (~90), Frans-Bourgondisch staatsman
- september - Henry Holland (45), Engels legerleider
- 27 oktober - Willem van Chalon-Arlay (~58), Frans edelman
- 2 november - Bartolomeo Colleoni (~75), Italiaans militair
- 11 november - Filips II van Lévis de Quélus (40), Provençaals prelaat
- 12 november - Johanna van Rosental (~45), echtgenote van George van Podiebrad
- 10 december - Paolo Uccello (78), Italiaans schilder
- 13 december - Johan van Palts-Simmern (~46), aartsbisschop van Maagdenburg
- 19 december - Lodewijk van Saint-Pol (~57), Frans edelman
- Georges Chastellain, Bourgondisch diplomaat en kroniekschrijver
- Zurkhar Nyamnyi Dorje (~36), Tibetaans arts
- Theodorus Gaza (~75), Grieks geleerde
- Matteo Palmieri (69), Italiaans humanist
- Masuccio Salernitano (~65), Italiaans dichter
- Joannes Varenacker (~62), Vlaams theoloog
- Albert van Ouwater, Hollands schilder (jaartal bij benadering)